# NGC 2542
NGC 2542 je zvijezda u zviježđu Krmi.

## Vanjske poveznice
- SEDS: NGC 2542